# Ә́
Ә́ (minuscule : ә́), appelé schwa accent aigu, est une lettre de la variante de l’alphabet cyrillique parfois utilisée par la langue tatar lorsque l’intonation est indiquée avec l’accent aigu.

## Représentations informatiques
Le schwa accent aigu peut être représenté avec les caractères Unicode suivants :
- décomposé (cyrillique, diacritiques)[1],[2] :

| formes    | représentations | chaînes de caractères | points de code | descriptions                                              |
| --------- | --------------- | --------------------- | -------------- | --------------------------------------------------------- |
| capitale  | Ә́               | Ә◌́                    | U+04D8 U+0301  | lettre majuscule cyrillique schwa diacritique accent aigu |
| minuscule | ә́               | ә◌́                    | U+04D9 U+0301  | lettre minuscule cyrillique schwa diacritique accent aigu |